# Czechy w Formule 1
W Mistrzostwach Świata Formuły 1 rywalizował jeden czeski kierowca – Tomáš Enge, który w 2001 roku ścigał się w trzech Grand Prix w zespole Prost. Tradycje Czech w Formule 1 sięgają jednak 1949 roku, tj. okresu, w którym nie organizowano jeszcze Mistrzostw Świata, a kiedy to odbyło się Grand Prix Czechosłowacji.

## Kierowcy
Pierwsi czescy kierowcy uczestniczący w wyścigu organizowanym według przepisów Formuły 1 brali udział w Grand Prix Czechosłowacji w roku 1949. Do wyścigu tego zgłoszeni byli Zdeník Trejbal, Jiří Pohl, Bruno Sojka, Vladimír Formánek, Antonín Komár, Václav Uher, Jaroslav Vlček, František Dobrý i Karel Vlasín. Ponadto Sojka, Vlček i Vlasín korzystali z samochodów czeskiej konstrukcji, odpowiednio Tatry Plan, Magdy II i JK Mono. Pohl, Uher i Vlasín nie wystartowali w tym wyścigu, przy czym Uher zginął w trakcie treningów. Pozostali Czesi byli niekonkurencyjni w stosunku do bardziej utytułowanych rywali i najlepszy czeski kierowca, Bruno Sojka, zajął dziewiąte miejsce.

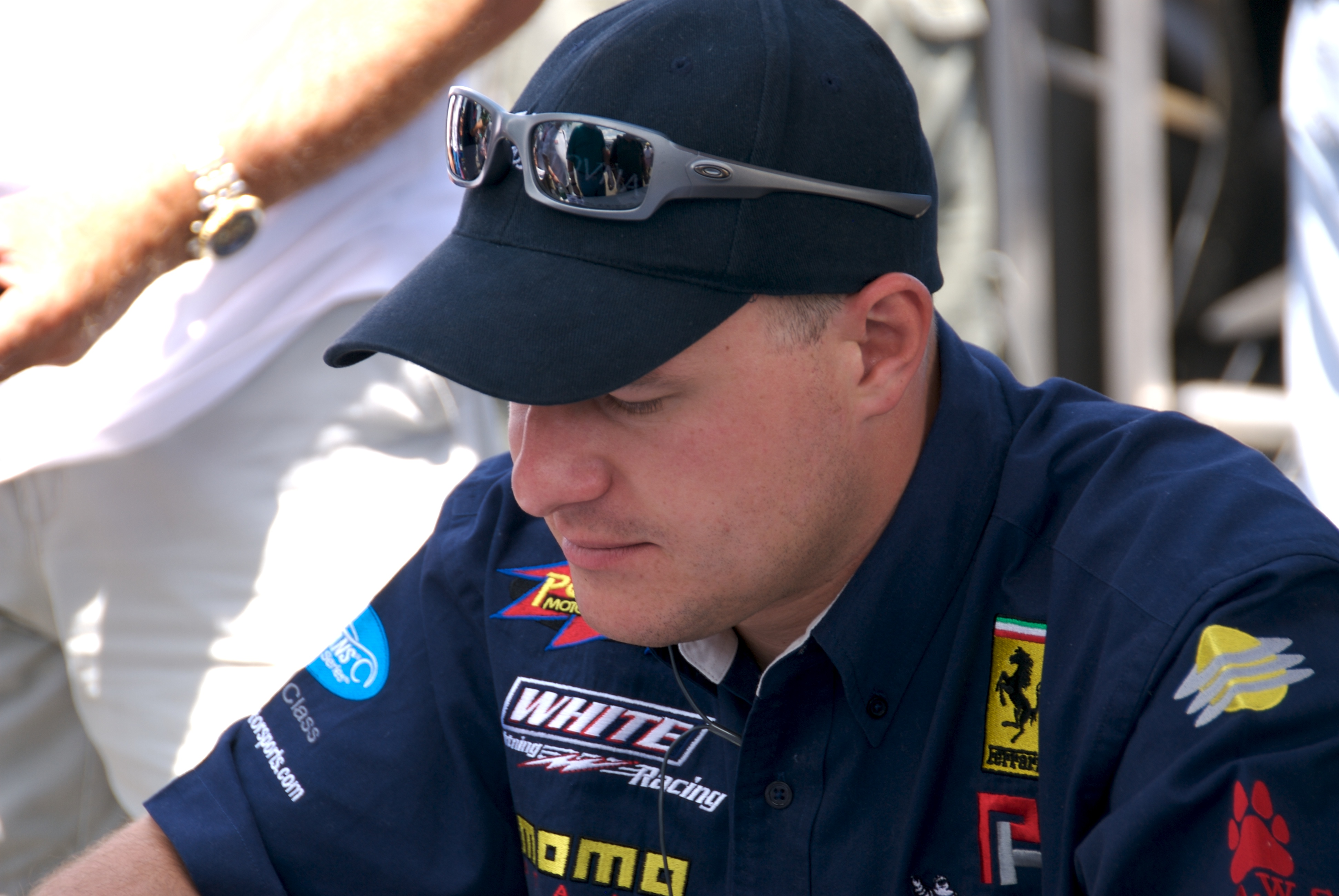
Tomáš Enge

Pierwszym i jedynym czeskim kierowcą uczestniczącym w Mistrzostwach Świata Formuły 1 był Tomáš Enge, syn jednego z najbardziej utytułowanych kierowców w Czechosłowacji, Břetislava. Urodzony w 1976 roku w Libercu Enge zadebiutował w kartingu w wieku 15 lat, po czym ścigał się w Pucharze Forda Fiesty, a następnie w Formule Ford. Dzięki wsparciu menedżera Antonina Charouza, Enge ścigał się w zespole Eifelland Racing w Niemieckiej Formule Ford. Partner zespołowy Engego, Nick Heidfeld, zdobył tytuł, a Czech był trzeci. W następnym sezonie zdobył tytuł. W 1997 roku przeniósł się do Niemieckiej Formuły 3, do zespołu Bertram Schäfer Racing. Nieudane starty Dallarą F397 oraz Martini MK73 spowodowały, że w połowie 1998 roku Enge przeszedł do Międzynarodowej Formuły 3000, gdzie był zawodnikiem Auto Sport Racing. W swoim piątym wyścigu zdobył punkt. Rok później, jako zawodnik World Racing Team, nie odnosił znaczących sukcesów z wyjątkiem jednego drugiego miejsca, ale dzięki wsparciu firmy Pilsner Urquell testował samochód Formuły 1 Jordana. W roku 2000 był kierowcą testowym Jordana, a w Formule 3000 – zawodnikiem zespołu mySAP.com Team. Wówczas to odniósł pierwsze zwycięstwo w Formule 3000, co miało miejsce na Hockenheimringu. W sezonie 2001 był kierowcą Coca-Cola Nordic Racing. Po zwycięstwach na torach Circuit de Catalunya i Nürburgring został kierowcą zespołu Prost Grand Prix w zastępstwie kontuzjowanego Luciano Burtiego. Enge wystartował w Grand Prix Włoch (dwunasty), USA (czternasty) i Japonii (nie ukończył). Po upadku Prost Grand Prix wrócił do Formuły 3000. W 2002 roku w barwach Arden był realnym kandydatem do tytułu, jednakże po wyścigu na Hungaroringu w jego organizmie wykryto narkotyki. W sezonie 2004, ścigając się w zespole Ma-con, zajął czwarte miejsce w klasyfikacji. Następnie rywalizował m.in. w Indy Racing League.
Dwóch Czechów pełniło ponadto rolę kierowcy testowego w zespole Formuły 1. W 2001 roku kierowcą testowym zespołu Prost był Jaroslav Janiš. Jan Charouz natomiast był kierowcą testowym w Renault w 2010 oraz w HRT w 2011 roku. Ponadto Charouz testował HRT F111 w trakcie pierwszego treningu przed Grand Prix Brazylii 2011.

## Wyścigi
Przed II wojną światową w ramach wyścigów Grand Prix organizowano Grand Prix Czechosłowacji na liczącym 29,14 km torze Masarykův okruh. Zawody te odbywały się w latach 1930–1937 i ściągały czołowych kierowców epoki, m.in. Tazio Nuvolariego, Hansa Stucka i Rudolfa Caracciolę.
W 1949 roku zorganizowano Grand Prix Czechosłowacji według przepisów Formuły 1. Wyścig ten odbył się na torze Masarykův okruh, w konfiguracji o długości 17,801 km. Wyścig, który oglądało 380 tysięcy widzów, wygrał Peter Whitehead.

## Zwycięzcy Grand Prix Czechosłowacji
Na różowym tle eliminacje niewliczane do Mistrzostw Świata Formuły 1.
| Sezon | Kierowca                                                | Konstruktor   | Tor             | Wyniki |
| ----- | ------------------------------------------------------- | ------------- | --------------- | ------ |
| 1930  | Hermann Prince zu Leiningen Heinrich Joachim von Morgen | Bugatti       | Masarykův okruh | Wyniki |
| 1931  | Louis Chiron                                            | Bugatti       | Masarykův okruh | Wyniki |
| 1932  | Louis Chiron                                            | Bugatti       | Masarykův okruh | Wyniki |
| 1933  | Louis Chiron                                            | Alfa Romeo    | Masarykův okruh | Wyniki |
| 1934  | Hans Stuck                                              | Auto Union    | Masarykův okruh | Wyniki |
| 1935  | Bernd Rosemeyer                                         | Auto Union    | Masarykův okruh | Wyniki |
| 1937  | Rudolf Caracciola                                       | Mercedes-Benz | Masarykův okruh | Wyniki |
| 1949  | Peter Whitehead                                         | Ferrari       | Masarykův okruh | Wyniki |